# Selasphorus heloisa
Il colibrì bombo, colibrì di Elisa o colibrì di Eloisa (Selasphorus heloisa (Lesson & Delattre, 1839, precedentemente Atthis heloisa)) è un uccello della famiglia Trochilidae.

## Descrizione

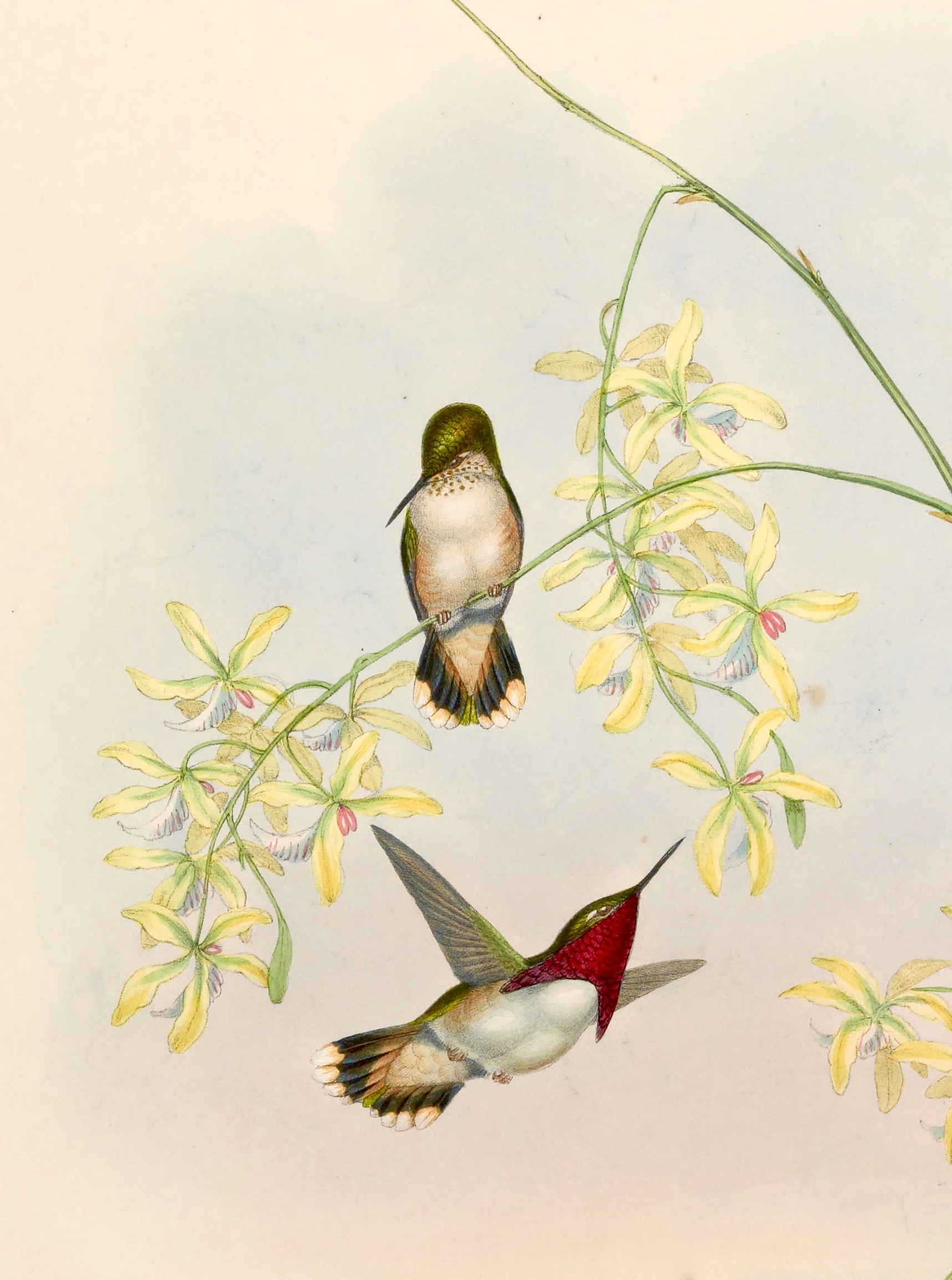
Coppia di colibrì bombo in un disegno tratto da A monograph of the Trochilidae di John Gould del 1861

I colibrì bombo sono piccoli uccelli di 6/7 centimetri di lunghezza per un peso di circa 2,2 grammi, con ali di 3,5 cm circa, la coda tondeggiante di 2 cm circa e un becco  dritto dalla lunghezza di circa 2,1 come. Gli individui dei due sessi non differiscono per dimensioni ma presentano un dimorfismo nel piumaggio. Esso è evidente soprattutto nella gola, viola acceso nei maschi e bianca con macchie bronzo nelle femmina.
In dettaglio, gli individui di sesso maschile presentano la parte dorsale del corpo di colore bronzo verdastro metallizzato o bronzo dorato. La coppia centrale di penne timoniere è di un colore bronzo-verdastro metallico, bordate banalmente di marrone cannella scuro. La coppia successiva di timoniere ha la metà basale di colore marrone cannella scuro e la metà terminale nera, di solito separate fa una fascia bronzo-verdastra o marrone-verdastra; inoltre, questa coppia di penne presenta una ampia punta bianca. Le remiganti sono di colore ardesia brunastra o grigiastra. I lati della testa sono di colore grigio brunastro, con sfumature di colore bianco opaco sulla regione malare e nell'area retro-oculare. La gola è di un brillante viola magenta metallizzato, con sfumature bluastre e le piume inferiori di essa sono allungate, soprattutto lateralmente. Il petto, l'addome e le piume della mantellina sono bianco opache o bianco grigiastre, mentre i fianchi sono di colore marrone cannella chiaro, con sfumature di colore bronzo metallico o bronzo verdastro.
Le femmine hanno la parte dorsale simile ai maschi, ma a differenza di essi hanno il nero nella coda più esteso e la zona della coda color marrone cannella scuro ridotta e specialmente sulle cinture laterali, questo colore è più opaco. La coppia centrale di timoniere è priva dei bordi color cannella e le punte sono di un bianco più sporco. Nelle femmine inoltre la gola è bianca con molte macchie di colore bronzo metallico. Il resto delle ventrali del corpo sono come nei maschi, ma i fianchi sono più estesamente e uniformemente di color cannella scuro e le piume della mantellina sono color cannella.

## Distribuzione e habitat
Il colibrì bombo è endemico degli altipiani del Messico a nord dell'Istmo di Tehuantepec. Abita in entrambe le principali cordigliere del Messico. Si verifica nella Sierra Madre Occidentale, dal Chiuahua sudoccidentale al Sinaloa sud-orientale; nella fascia Vulcanica Trasversale e nella Sierra Madre Orientale, dal sud del Tamaulipas fino all'Oaxaca settentrionale, oltre che nel sud del Guerrero e nel sud di Oaxaca.
Il colibrì bombo abita i boschi montani umidi e semi-umidi di pini e querce, boschi sempreverdi, i limiti dei boschi, zone di macchia montana umida e le radure. Questa specie vive ad una altitudine che va dai 1500 ai 3000 metri sul livello del mare.

## Tassonomia
Sono note le seguenti sottospecie:
- Selasphorus heloisa margarethae R.T. Moore, 1937 - sottospecie diffusa nel Sinaloa sudorientale e dal Chihuahua sudoccidentale al Jalisco[5].
- Selasphorus heloisa heloisa (Lesson & Delattre, 1839) - sottospecie nominate, diffusa dal centro di Tamaulipas al Guerrero e Oaxaca[6].